# Robert Horky
Robert Horky (* 20. März 1908 in Wien; † 26. Jänner 1983) war ein österreichischer Schauspieler bei Bühne und Film, ein Hörfunk-Regisseur sowie ein Drehbuchautor.

## Leben und Wirken
Der Sohn des Chefkorrektors Anton Horky besuchte nach seinem Schulabschluss am Gymnasium das Max Reinhardt Seminar im heimatlichen Wien und ließ sich dort zum Schauspieler ausbilden. Anschließend verpflichtete Max Reinhardt Robert Horky 1931 an das Theater in der Josefstadt, dem er viele Jahre lang die Treue halten sollte. Horky trat aber auch am Deutschen Volkstheater (beides Wien) auf. 1932 war Horky am Drehbuch zu dem Filmklassiker Ekstase beteiligt, sein erster Kinokontakt.
Als überzeugter Nationalsozialist wurden er und das zu diesem Zeitpunkt in Österreich noch illegale NSDAP-Parteimitglied Erik Frey 1934/35 von der NSDAP beauftragt, das Personal des Theaters in der Josefstadt nationalsozialistisch zu „unterwandern“. Dementsprechend erhielt Horkys Karriere nach dem Anschluss Österreichs im März 1938 einigen Anschub. In Filmproduktionen der Wien-Film spielte er diverse Chargenrollen, mehrfach an der Seite von Hans Moser. Am 10. Juni 1938 beantragte er die Aufnahme in die NSDAP und wurde rückwirkend zum 1. Mai aufgenommen (Mitgliedsnummer 6.149.272).
Nach Kriegsende 1945 wurde Robert Horky weder beim österreichischen noch beim deutschen Film sonderlich beschäftigt; stattdessen fand er Arbeit als Regisseur und Autor beim Sender Rot-Weiß-Rot, beim Sender Radio Wien sowie bei heimischen Kabaretts (Sendung „Der Watschenmann“). Außerdem beschäftigte ihn auch sporadisch das österreichische Fernsehen; vor allem in den 1970er Jahren konnte man ihn immer mal wieder mit kleinen Rollen in ORF-Produktionen sehen.

## Filmografie
Als Schauspieler, wenn nicht anders angegeben
- 1933: Ekstase (Drehbuch-Mitarbeit)
- 1934: Hohe Schule
- 1939: Unsterblicher Walzer
- 1939: Anton der Letzte
- 1940: Krambambuli
- 1940: So gefällst du mir
- 1941: Liebe ist zollfrei
- 1941: Oh diese Männer
- 1942: Brüderlein fein
- 1943: Schwarz auf weiß
- 1944: Glück bei Frauen (Co-Drehbuch)
- 1950: Dämonische Liebe
- 1970: Scheibenschießen
- 1971: Wenn der Vater mit dem Sohne (TV-Serie, eine Folge)
- 1974: Tatort: Mord im Ministerium
- 1975: Der Sohn eines Landarbeiters wird Bauarbeiter und baut sich ein Haus
- 1979: Das Licht der Gerechten